# Astragalus medorum
Astragalus medorum är en ärtväxtart som beskrevs av Joseph Friedrich Nicolaus Bornmüller. Astragalus medorum ingår i släktet vedlar, och familjen ärtväxter. Inga underarter finns listade i Catalogue of Life.